# X-COM: Enforcer
X-COM: Enforcer ist ein Third-Person-Shooter-Computerspiel, das von MicroProse entwickelt und 2001 von Infogrames in Deutschland erschien. Es ist das sechste Spiel innerhalb der X-COM-Reihe und der letzte Teil vor dem Reboot des Franchise mit XCOM: Enemy Unknown. 2008 wurde es bei Steam und GOG.com digital wiederveröffentlicht.

## Spielprinzip
Im Gegensatz zu den Vorgängern verzichtet X-COM: Enforcer auf jegliche taktische Komponenten. Stattdessen wird ein einzelner Kampfroboter direkt gesteuert. Gekämpft wird in 30 Levels mit zwölf futuristischen Waffen gegen eine große Anzahl Feinde. Zudem können Power-ups eingesammelt werden. Mittels Forschungspunkten kann neue Ausrüstung freigeschaltet werden.

## Entwicklung
Das Spiel verwendet die Unreal Engine 1.5.

## Rezeption
Harald Fränkel von PC Action resümierte, dass die Belohnung mit besseren Waffen, Extras und Bonuslevel motiviere trotz der monotonen Missionen, in denen stets alle Gegner abgeschossen werden müssen. Für Thomas Weiss von PC Games sei das einfache Spielprinzip auch für Anfänger geeignet. Die Spieldauer sei jedoch vergleichsweise kurz. Die gamezone.de Redaktion bemerkt, dass das Spiel zum Veröffentlichungszeitpunkt bereits optisch veraltet wirkte. Es erinnere vom Spielprinzip an kurzweilige Arcade-Shooter.